# Mossad
 (avril 2020).
Si vous disposez d'ouvrages ou d'articles de référence ou si vous connaissez des sites web de qualité traitant du thème abordé ici, merci de compléter l'article en donnant les références utiles à sa vérifiabilité et en les liant à la section « Notes et références ».
Le Mossad (nom complet en hébreu : המוסד למודיעין ולתפקידים מיוחדים -  HaMossad leModiʿin uleTafkidim Meyuḥadim, ce qui signifie « Institut pour les renseignements et affaires spéciales », Mossad signifiant « Institut ») est un service de renseignement israélien chargé du renseignement extérieur et des opérations spéciales en dehors des frontières de l’État d'Israël, afin d'assurer la survie et les intérêts vitaux de la nation.
Il est l'un des trois grands services de renseignement israéliens aux côtés du Shin Beth (agence civile de renseignement intérieur) et de l'Aman (direction du renseignement militaire, branche de Tsahal).
Contrairement aux services de renseignement intérieur et militaire, les objectifs, la structure et les pouvoirs du Mossad sont exemptés de toutes les lois fondamentales de l'État.
Son directeur, appelé le Ramsad, abréviation de Rosh HaMossad (« chef du Mossad »), est placé sous l'autorité unique et directe du Premier ministre élu.
Le directeur est actuellement David Barnea.

## Présentation

### Symbole
Le symbole du Mossad est une menorah, un chandelier à 7 branches. Sa devise est : quand la prudence fait défaut, le peuple tombe. Le salut est dans le grand nombre des conseillers (Proverbes 11,14).
La devise du Mossad était auparavant : tu feras la guerre avec prudence (Proverbes 24,6).
Le logo du Mossad a été conçu par Schlomo Cohen Abarbanel, un agent qui opéra en Égypte entre 1952 et 1954, et qui était réputé pour ses talents graphiques.

### Objectifs
Le Mossad est un des trois grands services de renseignement israélien aux côtés du Shin Beth (renseignement intérieur) et de l'Aman (renseignement militaire).
Le domaine d’action du Mossad recouvre le renseignement, le sabotage, les opérations spéciales et la lutte antiterroriste à l’extérieur des frontières de l’État d'Israël ou des territoires palestiniens.
Contrairement à l'Aman, qui répond à la hiérarchie militaire de Tsahal, ou au Shin Beth, qui répond au cabinet de sécurité, le Mossad est placé sous l'autorité directe et exclusive du Premier ministre élu. En tant que service orienté exclusivement vers l'étranger, ses objectifs, méthodes et ses pouvoirs sont exemptés de toutes les lois fondamentales de l'État.
Son état-major est basé à Tel Aviv où environ 1 500 personnes seraient employées.
Le service possède aussi ses particularités liées à l’histoire et la politique d'Israël ; il est ainsi, par exemple, chargé de faciliter l’aliyah (retour en Israël) lorsqu'elle est interdite par un pays.

### Histoire
Le Mossad est né des survivances du SHA'Y, le service de renseignement de la Haganah, une milice juive clandestine chargée de la sécurité des habitants juifs en terre de Palestine depuis le début du XXe siècle. La Haganah (« protection » en hébreu) a notamment constitué le noyau dur de l’armée israélienne à la suite de la création de l’État d’Israël en mai 1948.
Les agents de renseignement de la « section arabe » du Palmakh et ceux de l'Alyah Bet (appareil d'immigration clandestine de la Haganah avant 1948, devenu Mossad Le'aliyah Bet) intègrent le Mossad aussi à la création de l’État.
En juillet 1949, Reuven Shiloah, un proche collaborateur de David Ben Gourion, propose la création d’une institution centrale pour organiser et coordonner les services de renseignements et de sécurité. Le 13 décembre 1949, Ben Gourion autorise l’établissement de cet institut de coordination s’occupant du département politique et coordonnant les services de sécurité intérieure de renseignement militaires : le Mossad est officiellement né ce jour-là.

### Assassinats, enlèvements et opérations célèbres
En 1960, le Mossad enlève le criminel de guerre nazi Adolf Eichmann, à Buenos Aires en Argentine, après plusieurs années de traque dirigées par Rafi Eitan. Eichmann fut conduit en Israël pour y être jugé et condamné à mort. Une opération similaire prévoyait la capture de Josef Mengele, mais elle échoua.
Eli Cohen est un célèbre espion israélien, recruté par le Mossad dans les années 1960. Ayant infiltré les hautes sphères du gouvernement syrien, Eli Cohen transmit des informations stratégiques à son pays pendant deux ans avant d’être démasqué. Malgré les protestations internationales, il fut pendu sur la place publique.
Un autre agent israélien, Wolfgang Lotz, se lia d’amitié avec des hauts gradés de l’armée et de la police égyptienne, obtenant ainsi des informations précises sur les sites de missiles et sur le projet de missile balistique développé par des scientifiques allemands. Entre 1962 et 1963, une opération d’intimidation visant les Allemands obtient un grand succès, notamment avec l’assassinat de plusieurs responsables clés du projet égyptien.
En décembre 1969, le Mossad déroba sept vedettes commandées à la France, mises sous embargo par le général de Gaulle. L’opération fut popularisée comme l’affaire des vedettes de Cherbourg.
Durant les années 1970 sous l’impulsion du Premier ministre Golda Meir, le Mossad assassina plusieurs membres du groupe terroriste Septembre noir, responsable de la prise d’otages et du massacre de 11 athlètes israéliens aux Jeux olympiques de Munich en 1972. Ces opérations sont placées sous la direction de Michael Harari.
Selon Richard Labévière, le Mossad pourrait être derrière la tuerie d’Ehden perpétrée au Liban en 1978, qui avait vu le dirigeant chrétien Tony Frangié et une trentaine d'autres personnes, dont son épouse et sa fille de trois ans, assassinés. L'objectif aurait été de favoriser Bachir Gemayel, proche d’Israël, dans son ascension vers le pouvoir en éliminant l'un de ses principaux rivaux.
Un autre enlèvement consista à ramener Mordechai Vanunu en Israël, après qu’il eut révélé en 1986 à un quotidien anglais l’existence d’ogives nucléaires dans les sous-sols de la centrale nucléaire de Dimona, en plein désert du Néguev (sud d’Israël).
En avril 1988, une unité spéciale envahit une résidence sous surveillance de Tunis et y tue Abou Jihad, bras droit de Yasser Arafat et présumé responsable de la planification d’attentats contre Israël.
Gerald Bull, scientifique canadien et concepteur du projet de « Super Gun » (canon à très longue portée) pour l’Irak, est assassiné dans son appartement bruxellois en mars 1990, provoquant ainsi l’abandon du programme. Le Mossad fait partie des services soupçonnés d'avoir commis cet assassinat.
Salfati Ernest Pinhas, âgé de 22 ans, officier (Rav-Samal) dans l'armée de Tsahal sera capturé et fait prisonnier en Syrie en 1973 pendant la guerre du Kippour. À sa libération, il intègre le Mossad, y est formé, et son rôle sera déterminant dans l'arrestation en 1992 au Liban de deux dirigeants importants du Hamas.
Cependant, le Mossad connut également certains échecs retentissants.
Le 7 janvier 1974, à Lillehammer (Norvège), dans le cadre de l’opération Colère de Dieu, le Mossad assassine par erreur Ahmed Bouchiki, un serveur marocain, présentant une ressemblance frappante avec Ali Hassan Salameh, cerveau du massacre de 1972. Les agents impliqués dans cette opération sont arrêtés par la police. Cinq d’entre eux sont reconnus coupables et condamnés à de courtes peines de prison, bien que le gouvernement israélien ait nié avoir une quelconque responsabilité dans cette opération. En 1996, Israël versa à la famille Bouchiki des dommages-intérêts. Ahmed Bouchiki est le frère de Chico Bouchikhi, guitariste, membre fondateur et compositeur des Gipsy Kings.
Le 24 septembre 1997, deux agents passent la frontière entre Israël et la Jordanie munis de passeports canadiens, pour vaporiser un poison sur l’un des leaders politiques du Hamas, Khaled Mechaal. Après avoir exécuté leur mission, les deux agents sont découverts. La Jordanie négocie leur libération contre l’antidote du poison, qui permettra au numéro deux du Hamas de survivre, et la libération du fondateur du Hamas, le cheikh Ahmed Yassine.

#### Assassinat de Imad Mugnieh
En février 2008, le Mossad assassine Imad Mughnieh, commandant militaire et numéro 2 du Hezbollah,,.
Il était recherché activement par plusieurs services de renseignement.

#### Assassinat de scientifiques nucléaires iraniens
Israël considère que le programme nucléaire iranien peut représenter une menace grave pour sa sécurité.
Selon un rapport du Sénat français paru en 2008 :

« Compte tenu de l'exiguïté de son territoire, une seule arme nucléaire mettrait en péril l'avenir de l'État juif. On peut comprendre que ses dirigeants refusent de prendre le moindre risque et estiment que la destruction préventive des capacités nucléaires militaires iraniennes s'impose.
Les déclarations des leaders iraniens n'ont pu que renforcer la perception de cette menace.
L'ayatollah Khomeiny aurait déclaré en 1980 : « Nous ne vénérons pas l'Iran, nous vénérons Allah. Le patriotisme est le masque du paganisme. Je vous le dis : ce pays peut brûler ». »

Le rapport poursuit :

« Même le discours des dirigeants iraniens réputés pragmatiques suscite des interrogations.
La formule de Hashemi Rafsandjani, selon laquelle « l'emploi d'une seule arme nucléaire contre Israël détruirait tout sur cette terre (d'Israël), mais ne causerait que des dommages limités au monde musulman » incite à la méfiance. »

Dans les années qui suivent ce rapport, le Mossad aurait lancé un programme d'assassinat de scientifiques nucléaires iraniens. Le 12 janvier 2010, le physicien nucléaire Massoud Ali Mohammadi meurt après l'explosion d'une moto piégée devant son domicile à Téhéran. Le 29 novembre de la même année, Majid Shahriari, fondateur de la Société nucléaire d'Iran et employé de l'Organisation iranienne de l’énergie atomique est tué à Téhéran.
Le 23 juillet 2011, le scientifique nucléaire Darioush Rezaeinejad est tué par des hommes armés.
Le 11 janvier 2012, Mostafa Ahmadi Roshan, travaillant sur le site nucléaire de Natanz est tué.
Sa femme affirmera « Mon mari vivait dans la peur bien avant l'assassinat. Il avait reçu des appels de menaces, des courriels. On l'encourageait à changer de travail ou à partir de l'Iran »
En 2015, l'accord de Vienne sur le nucléaire iranien est signé entre l'Iran et les grandes puissances (Chine, France, Russie, États-Unis). Cet accord est remis en question par Donald Trump en 2018.
En juin 2018, le dirigeant de l'Iran, l'Ayatollah Khamenei déclare que Israël doit être éliminé.
Depuis, l'Iran reprend l'enrichissement d'uranium à des fins militaires.
Le 27 novembre 2020, le général Mohsen Fakhrizadeh, l'architecte du programme nucléaire iranien, est assassiné près de Damavand. Le convoi de véhicules l'escortant aurait été ciblé par une explosion et attaqué par une mitrailleuse lourde télécommandée par satellite,

#### Colonel Hassan Sayad Khodayari
En mai 2022, Hassan Sayyad Khodaï, colonel des gardiens de la révolution islamique, est tué par balles en plein jour à Téhéran, juste devant sa maison. Tous les regards se tournent vers Israël .
Selon une enquête du New York Times, Sayyad Khodaï dirigeait la cellule clandestine 810, une unité du renseignement iranien qui prévoyait de mener des attaques contre les touristes israéliens.
En juin 2022, Israël émet une alerte et demande à tous ses ressortissants en Turquie de quitter immédiatement le pays ou de s'enfermer dans leur chambre d'hôtel et ne plus sortir.
Dans les jours qui suivent, 8 personnes sont arrêtées à Istanbul, soupçonnées de préparer des attaques contre des touristes israéliens pour le compte de l'Iran.

### Agents célèbres
- Tzipi Livni, ancienne ministre des Affaires étrangères - ancienne membre de l’unité d’assassinat du service (Kidon)
- Otto Skorzeny, ingénieur et ancien commando SS sous ordre direct d'Adolf Hitler devenu agent du Mossad sous la responsabilité de Rafael Eitan
- Wolfgang Lotz (1921-1993), agent d’origine allemande infiltré en Égypte
- Eli Cohen (1924-1965), agent d’origine égyptienne, infiltré pendant trois ans en Syrie
- Reuven Merhav (1936-), diplomate et expert de l'islam et du Moyen-Orient
- Rafael Eitan, ancien chef des opérations de l’Institut, impliqué dans l'enlèvement d'Eichmann, la mort d’Ali Hassan Salameh, l’affaire Pollard, notamment.
- Victor Ostrovsky (1949-), agent licencié de l'organisation après 3 ans de formation et 3 mois de service. Il a publié ses mémoires dans un livre où il attaque certains dirigeants de l'organisation et où il parle des Sayanim
- Cheryl Ben Tov, agente qui attira Mordechai Vanunu dans un piège à Rome
- Michael Ross (1965-), ancien de la branche clandestine du Mossad, 1988-2001
- Zvi Henkine, agent d’origine française, directeur adjoint du Mossad ayant joué un rôle important dans l’affaire des frégates[réf. nécessaire]
- Salfati Pinhas, officier de Tsahal, d'origine française[réf. nécessaire]

## Féminisation
Au sujet de la féminisation de l'agence, Le Figaro écrit : « Le Mossad a longtemps enflammé les imaginations à l'étranger ». Historiquement, ses membres féminines étaient utilisées comme des appâts. De nos jours, l'accent est davantage mis sur « l'égalité des sexes, leurs performances et la qualité de leur travail ». En 2021, 40 % des membres du Mossad sont des femmes et 30 % dirigent des unités ; en 2019, 47 % des nouvelles recrues sont des femmes. Des dispositifs ont été mis en place afin de les aider à mener leur carrière en parallèle de leur vie familiale,,.

## Organisation

### Départements
Le Mossad se compose de 8 divisions, mais le détail de l’organisation interne de l’agence est classifié.
- Renseignement : la division du renseignement est la plus importante. Elle est responsable des opérations d’espionnage à l’étranger à travers ses antennes officielles ou clandestines. Ce département se divise lui-même en bureaux, chacun d’entre eux étant responsable d’une zone géographique, des antennes qui s’y trouvent, et des agents qui y opèrent.
- Recherche & Étude : la division de la recherche est responsable de l’interprétation des renseignements. Elle fournit un rapport quotidien, un bulletin hebdomadaire et un carnet mensuel détaillé. Ce département se divise en 15 zones géographiques qui sont les États-Unis, le Canada, l’Europe de l'Ouest, la CEI, la Chine, le Maghreb (Maroc, Algérie, Tunisie), la Libye, l’Égypte, le reste de l'Afrique, l’Irak, la Jordanie, la Syrie, l’Arabie saoudite, les Émirats arabes unis et l’Iran. Un bureau annexe suit l’évolution des projets d’armement des pays voisins.
- Guerre psychologique : cette division, appelée Lohamah Psichologit, s’occupe de la guerre psychologique, de la propagande/contre-propagande et des opérations de mystification/démystification.
- Technologie et techniques : division responsable de la création et du développement de technologie et de technique pour le Mossad.
- Planification, coordination & relations internationales : la division des relations internationales s’occupe des relations et des opérations communes avec les agences des pays amis, mais aussi avec les pays n’entretenant pas de relations normalisées avec l’État d’Israël. Dans les antennes de grande importance comme Paris, le Mossad dispose, sous le couvert de l’ambassade, d’un responsable affilié à la division de l’information et d’un responsable des relations internationales.
- La division des opérations spéciales : la division des opérations spéciales (METSADA en hébreu) conduit les opérations paramilitaires, de sabotage et d’assassinat.
- Formation.
- Administration.

### Direction

#### Directeurs
| No | Portrait                        | Identité                                      | Période      | Période          | Durée           | Nommé par           |
| No | Portrait                        | Identité                                      | Début        | Fin              | Durée           | Nommé par           |
| -- | ------------------------------- | --------------------------------------------- | ------------ | ---------------- | --------------- | ------------------- |
| 1  | Reuven Shiloah                  | Reuven Shiloah (he) ראובן שילוח (1909 - 1959) | 1949         | 1952             | 3 ans           | David Ben Gourion   |
| 2  | Isser Harel                     | Isser Harel (he) איסר הראל (1912 - 2003)      | 1952         | 1963 (démission) | 11 ans          |                     |
| 3  | Meir Amit                       | Meir Amit (he) מאיר עמית (1921 - 2009)        | 1963         | 1968             | 5 ans           |                     |
| 4  | Zvi Zamir                       | Zvi Zamir (he) צבי זמיר (1925 - 2024)         | 1968         | 1974             | 6 ans           |                     |
| 5  | Yitzhak Hofi                    | Yitzhak Hofi (he) יצחק חופי (1927 - 2014)     | 1974         | 1982             | 8 ans           |                     |
| 6  | Nahum Admoni, 29 décembre 2015. | Nahum Admoni (he) נחום אדמוני (né en 1929)    | 1982         | 1990             | 8 ans           |                     |
| 7  | Shabtai Shavit                  | Shabtai Shavit (he) שבתי שביט (1939 - 2023)   | 1990         | 1996             | 6 ans           |                     |
| 8  | Danny Yatom                     | Danny Yatom (he) דני יתום (né en 1945)        | 1996         | 1998             | 2 ans           |                     |
| 9  | Ephraim Halevy, 25 août 2014.   | Ephraim Halevy (he) אפרים הלוי (né en 1934)   | 1998         | 2002             | 4 ans           | Benyamin Netanyahou |
| 10 | Meïr Dagan, 2011.               | Meïr Dagan (he) מאיר דגן (1945 - 2016)        | 2002         | 2010             | 8 ans           | Ariel Sharon        |
| 11 | Tamir Pardo, 2015.              | Tamir Pardo (he) תמיר פרדו (né en 1953)       | 2010         | 2015             | 5 ans           | Benyamin Netanyahou |
| 12 | Yossi Cohen                     | Yossi Cohen (he) יוסי כהן (né en 1961)        | janvier 2016 | mai 2021         | 5 ans et 4 mois | Benyamin Netanyahou |
| 13 | David Barnea, 19 janvier 2023.  | David Barnea (he) דוד ברנע (né en 1965)       | juin 2021    | En cours         | 4 ans et 1 mois | Benyamin Netanyahou |

#### Directeurs-adjoints
- Yitzhak Dorot : 1953-1963
- Shmuel Toledano et Yaakov Khroz : 1964-1966
- David Kimche : 1966-1971
- Shlomo Cohen Abarbanal : 1971-1976
- Nahum Admoni : 1976-1978
- Bnei Zaevi : 1978-1982
- Menachem Navot : 1982-1985
- Shmuel Goren : 1985-1990
- Ephraim Halevy : 1990-1995
- Aliza Magen : 1990-1998
- Amir Levin : 1998-2000
- Ilan Mizrachi : 2000-2002
- Tamir Pardo et Hagai Hadas : 2002-2005
- Naftali Granot : 2005-2007
- Tamir Pardo : 2007-2009
- Ram ben Barak : 2009-2011
- Yossi Cohen : 2011-2013
- Vacant : 2013-2015
- Ehud Lavi : 2015-2018
- David Barnea : 2019-2021
- Vacant : depuis 2021

## Terminologie
- Apam : ensemble des moyens et procédés permettant d'assurer la sécurité du renseignement tels que le contre-renseignement et la contre-filature.
- Sayan : agent passif appelé plus communément « agent dormant », établi en dehors d’Israël, prêt à aider les agents du Mossad en leur fournissant une aide logistique.
- Kidon (mot signifiant baïonnette en hébreu) : service spécial du Mossad, petite unité chargée des éliminations physiques.
- Katsa : officier du renseignement.
- Bodel : courrier
- Yhalom, yahalomin : spécialiste, spécialistes en communications
- Mabuah : informateur non-juif
- Pakam : ordre de mission
- Hamisrad : (« le bureau ») dénomination du service par ses employés, le mot « Mossad » n’étant jamais utilisé

### Documentaires
- [vidéo] « Yola: l'hôtel du Mossad » sur Arte, 20 mars 2020
- [vidéo] « Mossad, l'histoire secrète d'Israel » sur France 5, 26 décembre 2019

### Filmographie
- Munich : film de Steven Spielberg, relatant l’Opération Colère de Dieu du Mossad, à la suite de la prise d'otages des Jeux olympiques de Munich (1972).
- Les Patriotes : film de Éric Rochant, relatant l’initiation d’un jeune juif français comme officier de renseignement israélien.
- Tu marcheras sur l'eau : film de Eytan Fox. Déboussolé après le suicide de sa compagne, un agent du Mossad se voit confier une mission inhabituelle : l’infiltration de la famille d’un ancien nazi. Avec une impeccable distribution, une confrontation humaniste entre Israéliens et Allemands.
- NCIS : Enquêtes spéciales : une série télévisée américaine créée par Donald Bellisario et Don McGill et diffusée sur CBS, M6 et RTS1. Ziva David (Cote de Pablo) est un agent de liaison du Mossad (et fille du Directeur fictif) rattaché au bureau du NCIS de Washington depuis l’épisode 3x04 (Trésor de guerre). Elle est spécialiste des interrogatoires, du maniement des armes, du combat rapproché et à mains nues.
- L'Affaire Rachel Singer : film de John Madden.
- Blacklist, une des figures principales est agent secret au Mossad.
- OSS 117 : Rio ne répond plus : film de Michel Hazanavicius. L'agente du Mossad chargée de seconder Hubert Bonisseur de La Bath, Dolores Koulechov, est interprétée par Louise Monot (2009)